# Bộ Chính trị Ban Chấp hành Trung ương Đảng Cộng sản Liên Xô khóa XXIV (1971–1976)
Bộ Chính trị Ban Chấp hành Trung ương Đảng Cộng sản toàn Liên Xô khóa XXIV (1971-1976) được bầu tại Hội nghị Trung ương lần thứ nhất của Ban chấp hành Trung ương Đảng Cộng sản Liên Xô khóa XXIV được tổ chức ngày 9/4/1971.

## Ủy viên chính thức
| Tên (sinh – mất)                               | Bắt đầu   | Kết thúc  | Thời gian       | Chức vụ |
| ---------------------------------------------- | --------- | --------- | --------------- | --- |
| Leonid Ilyich Brezhnev (1906–1982)             | 9/4/1971  | 5/3/1976  | 4 năm, 362 ngày | Tổng Bí thư Trung ương Đảng Cộng sản Liên Xô (1966-1982) |
| Gennady Ivanovich Voronov (1910–1994)          | 9/4/1971  | 27/4/1973 | 2 năm, 18 ngày  | Chủ tịch Ủy ban Thanh tra Nhân dân Liên Xô (1971-1973) |
| Viktor Vasilyevich Grishin (1914–1992)         | 9/4/1971  | 5/3/1976  | 4 năm, 362 ngày | Bí thư thứ nhất Thành ủy Moskva Đảng Cộng sản Liên Xô(1967-1985) |
| Andrei Pavlovich Kirilenko (1906–1990)         | 9/4/1971  | 5/3/1976  | 4 năm, 362 ngày | Bí thư Trung ương Đảng Cộng sản Liên Xô (1966-1982) |
| Alexei Nikolayevich Kosygin (1904–1980)        | 9/4/1971  | 5/3/1976  | 4 năm, 362 ngày | Chủ tịch Hội đồng Bộ trưởng Liên Xô(1964-1980) |
| Fyodor Davydovich Kulakov (1918–1978)          | 9/4/1971  | 5/3/1976  | 4 năm, 362 ngày | Bí thư Trung ương Đảng Cộng sản Liên Xô (1965-1978) Trưởng ban Ban Nông nghiệp Trung ương Đảng (1966-1976)                                                             |
| Dinmukhamed Akhmetuly Kunaev (1912–1993)       | 9/4/1971  | 5/3/1976  | 4 năm, 362 ngày | Bí thư thứ nhất Trung ương Đảng Cộng sản Kazakhstan (1964-1986) |
| Kirill Trofimovich Mazurov (1914–1989)         | 9/4/1971  | 5/3/1976  | 4 năm, 362 ngày | Phó Chủ tịch thứ nhất Hội đồng Bộ trưởng Liên Xô (1965-1978) Phó Chủ tịch Đoàn Chủ tịch Xô viết Tối cao Liên Xô (1950-1979)                                            |
| Arvid Yanovich Pelshe (1899–1983)              | 9/4/1971  | 5/3/1976  | 4 năm, 362 ngày | Chủ nhiệm Ủy ban Kiểm tra Trung ương Đảng (1966-1983) |
| Nikolai Viktorovich Podgorny (1908–1983)       | 9/4/1971  | 5/3/1976  | 4 năm, 362 ngày | Chủ tịch Đoàn Chủ tịch Xô viết Tối cao Liên Xô (1965-1977) |
| Dmitry Stepanovich Polyansky (1917–2001)       | 9/4/1971  | 5/3/1976  | 4 năm, 362 ngày | Phó Chủ tịch thứ nhất Hội đồng Bộ trưởng Liên Xô (1965-1973) Bộ trưởng Bộ Nông nghiệp Liên Xô (1973-1976)                                                              |
| Mikhail Andreyevich Suslov (1902–1982)         | 9/4/1971  | 5/3/1976  | 4 năm, 362 ngày | Phó Chủ tịch Đoàn Chủ tịch Xô viết Tối cao (1967-1982) Bí thư Trung ương Đảng (1947-1982)                                                                              |
| Alexander Nikolayevich Shelepin (1918–1994)    | 9/4/1971  | 16/4/1975 | 4 năm, 7 ngày   | Chủ tịch Hội đồng Công đoàn Liên Xô (1967-1975) |
| Petro Yukhymovych Shelest (1908–1996)          | 9/4/1971  | 27/4/1973 | 2 năm, 18 ngày  | Bí thư thứ nhất Trung ương Đảng Cộng sản Ukraina (1963-1972) Phó Chủ tịch Hội đồng Bộ trưởng Liên Xô (1972-1973)                                                       |
| Volodymyr Vasylyovych Shcherbytsky (1918–1990) | 9/4/1971  | 5/3/1976  | 4 năm, 362 ngày | Chủ tịch Hội đồng Bộ trưởng Ukraina Xô (1965-1972) Bí thư thứ nhất Trung ương Đảng Cộng sản Ukraina (1972-1989) Phó Chủ tịch Đoàn Chủ tịch Xô viết Tối cao (1958-1989) |
| Yuri Vladimirovich Andropov (1914–1984)        | 27/4/1973 | 5/3/1976  | 2 năm, 344 ngày | Chủ tịch Ủy ban An ninh Quốc gia (1967-1982) |
| Andrei Antonovich Grechko (1903–1976)          | 27/4/1973 | 5/3/1976  | 2 năm, 344 ngày | Bộ trưởng Bộ Quốc phòng (1967-1976) |
| Andrei Andreyevich Gromyko (1909–1989)         | 27/4/1973 | 5/3/1976  | 2 năm, 344 ngày | Bộ trưởng Bộ Ngoại giao (1957-1985) |

## Ủy viên dự khuyết
| Tên (sinh – mất)                | Bắt đầu    | Kết thúc   | Thời gian       | Chức vụ |
| ------------------------------- | ---------- | ---------- | --------------- | --- |
| Yuri Andropov (1914–1984)       | 9/4/1971   | 27/4/1973  | 2 năm, 18 ngày  | Chủ tịch KGB (1967-1982) |
| Pyotr Demichev (1917–2000)      | 9/4/1971   | 5/3/1976   | 4 năm, 362 ngày | Bí thư Trung ương Đảng (1961-1974) Bộ trưởng Bộ Văn hóa Liên Xô (1974-1986)                                                                             |
| Pyotr Masherov (1918–1980)      | 9/4/1971   | 5/3/1976   | 4 năm, 362 ngày | Bí thư thứ nhất Đảng Cộng sản Belarus (1965-1980) |
| Vasil Mzhavanadze (1902–1988)   | 9/4/1971   | 18/12/1972 | 1 năm, 253 ngày | Bí thư thứ nhất Đảng Cộng sản Gruzia (1953-1972) |
| Sharof Rashidov (1917–1983)     | 9/4/1971   | 5/3/1976   | 4 năm, 362 ngày | Bí thư thứ nhất Đảng Cộng sản Uzbekistan (1959-1983) |
| Dmitriy Ustinov (1908–1984)     | 9/4/1971   | 5/3/1976   | 4 năm, 362 ngày | Bí thư Trung ương Đảng (1965-1976) |
| Mikhail Solomentsev (1913–2008) | 23/11/1971 | 5/3/1976   | 4 năm, 103 ngày | Chủ tịch Hội đồng Bộ trưởng Nga Xô (1971-1983) |
| Boris Ponomarev (1905–1995)     | 19/5/1972  | 5/3/1976   | 3 năm, 291 ngày | Trưởng ban Quốc tế Trung ương Đảng (1957-1986) |
| Grigory Romanov (1923–2008)     | 27/4/1973  | 5/3/1976   | 2 năm, 313 ngày | Bí thư thứ nhất Tỉnh ủy Leningrad (1970-1983) Phó Chủ tịch Hội đồng Dân tộc Xô viết Tối cao (1966-1989) Phó Chủ tịch Xô viết Tối cao Nga Xô (1975-1990) |